# Elektroradiolog
Elektroradiolog (ang. Radiation Therapist (RTT) / Radiographer) – medyczny zawód regulowany, uprawniony do wykonywaniu czynności zawodowych w dziedzinie elektroradiologii należącej do nauk medycznych, nauk o zdrowiu, w tym czynności z zakresu radiologii i diagnostyki obrazowej, ultrasonograficznej, radiologii zabiegowej, elektrofizjologii, medycyny nuklearnej i radioterapii oraz realizowaniu zadań ochrony radiologicznej pacjenta i personelu.
8 listopada jest Międzynarodowym Dniem Elektroradiologa (ang.Radiotherapist, Radiographers).

## Charakterystyka
Głównymi obszarami pracy elektroradiologa są:
- radiologia i diagnostyka obrazowa (radiodiagnostyka, tomografia komputerowa, rezonans magnetyczny, ultrasonografia, densytometria)
- radioterapia (przygotowanie do leczenia, konturowanie, planowanie radioterapii, weryfikacja dozymetryczna i realizacja nadzorowanie procesu na aparacie terapeutycznym)
- radiologia zabiegowa (naczyniówka)
- medycyna nuklearna (radiofarmacja, przygotowanie do leczenia)
- badania elektrofizjologiczne: elektrokardiografia, elektroencefalografia, elektromiografia, potencjały wywołane, elektroretinografia, elektrookulografia, elektrokochleografia
- audiometria tonalna i impedancyjna oraz otoemisja akustyczna
- spirometria
- po dodatkowym przeszkoleniu - czynności perfuzjonisty

Wykonywanie tych czynności elektroradiolog opiera m.in. o zasady Ochrony Radiologicznej i Systemy Zapewnienia Jakości. Niezbędna jest także troska o stan pacjenta i jego bezpieczeństwo w czasie wykonywania badań i zabiegów. Praca często odbywa się warunkach  szkodliwych (np. narażenie na promieniowanie jonizujące) i stresie – należy cechować się odpowiednim stanem zdrowia. Wymaga podejścia interdyscyplinarnego, umiejętności pracy w zespole i stałego doskonalenia się.
Przykłady jednostek organizacyjnych szpitali/klinik gdzie pracują technicy elektroradiolodzy:
- pracownie rentgenowskie (RTG);
- pracownie tomografii komputerowej (TK);
- pracownie rezonansu magnetycznego (MR);
- pracownie angiografii / radiologii interwencyjnej;
- pracownie elektrokardiografii, prób wysiłkowych, badań holterowskich;
- pracownie echokardiografii;
- pracownie spirometrii;
- pracownie densytometrii;
- pracownie audiometrii;
- bloki operacyjne kardiochirurgii, chirurgii urazowo-ortopedycznej, chirurgii dziecięcej;
- szpitalne oddziały ratunkowe;
- pracownie hemodynamiki / kardioangiografii;
- pracownie elektrofizjologii / elektroterapii serca i kontroli rozruszników;
- oddziały intensywnego nadzoru kardiologicznego i reanimacji;
- zakłady radioterapii.

## Kształcenie i regulacja
Kwalifikacje elektroradiologa można nabyć dwojako:
- kształcąc się na uczelni na studiach pierwszego stopnia na kierunku elektroradiologia, uzyskując tytuł licencjata albo magistra  w dziedzinie elektroradiologii;
- kształcąc się w szkole policealnej, uzyskując tytuł zawodowy elektroradiologa.

Osoba posiadająca ww. kwalifikacje nabywa uprawnienia zawodowe z chwilą wpisu do Centralnego Rejestru Osób Uprawnionych do Wykonywania Zawodu Medycznego, dokonywanego przez wojewodę właściwego ze względu na miejsce zamieszkania osoby wykonującej zawód medyczny. 